# E933号線
E933号線 (E933ごうせん、英: European route E933) はイタリアシチリア州にあり、アルカモ – トラーパニを結ぶ、欧州自動車道路のBクラス幹線道路。

## 経路
- イタリア
  - E90号線 – アルカモ
  - トラーパニ